# Live ?!*@ Like a Suicide
Live Like a Suicide és el primer treball de la banda de hard rock estatunidenc Guns N' Roses, llançat el 16 de desembre de 1986.
Va ser produït independentment sota el seu propi segell, UZI Suicide. Cal referir-se a que la banda en aquesta època que no comptaven amb suport d'un mànager, i van rebre diverses amenaces legals durant el seu procés.
No obstant això, la banda rep un èxit important per al seu reconeixement.
La banda va signar el contracte el 26 de març de 1986 amb Geffen Records, el segell discogràfic de David Geffen un amic de la família de Slash. Alan Niven que havia treballat amb Great White passa a ser el seu nou mànager.
Va vendre només 10.000 còpies.

## Llista de cançons
| Número | Títol            | Autor(s)                              | Durada |
| ------ | ---------------- | ------------------------------------- | ------ |
| 1      | Reckless Life    | Axl Rose, Izzy Stradlin, Slash        | 3:20   |
| 2      | Nice Boys        | Rose Tattoo                           | 3:03   |
| 3      | Move to the City | Izzy Stradlin, Del James, Chris Weber | 3:42   |
| 4      | Mama Kin         | Steven Tyler (Aerosmith)              | 3:57   |

## Membres
- Axl Rose: Veu principal
- Izzy Stradlin: Guitarra rítmica i coros
- Duff McKagan: Baix i cors
- Slash: Guitarra solista
- Steven Adler: Bateria i percussió